# Fonyód
Fonyód là một thành phố thuộc hạt Somogy, Hungary. Thành phố này có diện tích 53,55 km², dân số năm 2010 là 4886 người, mật độ 91 người/km².